# De prooi (film)

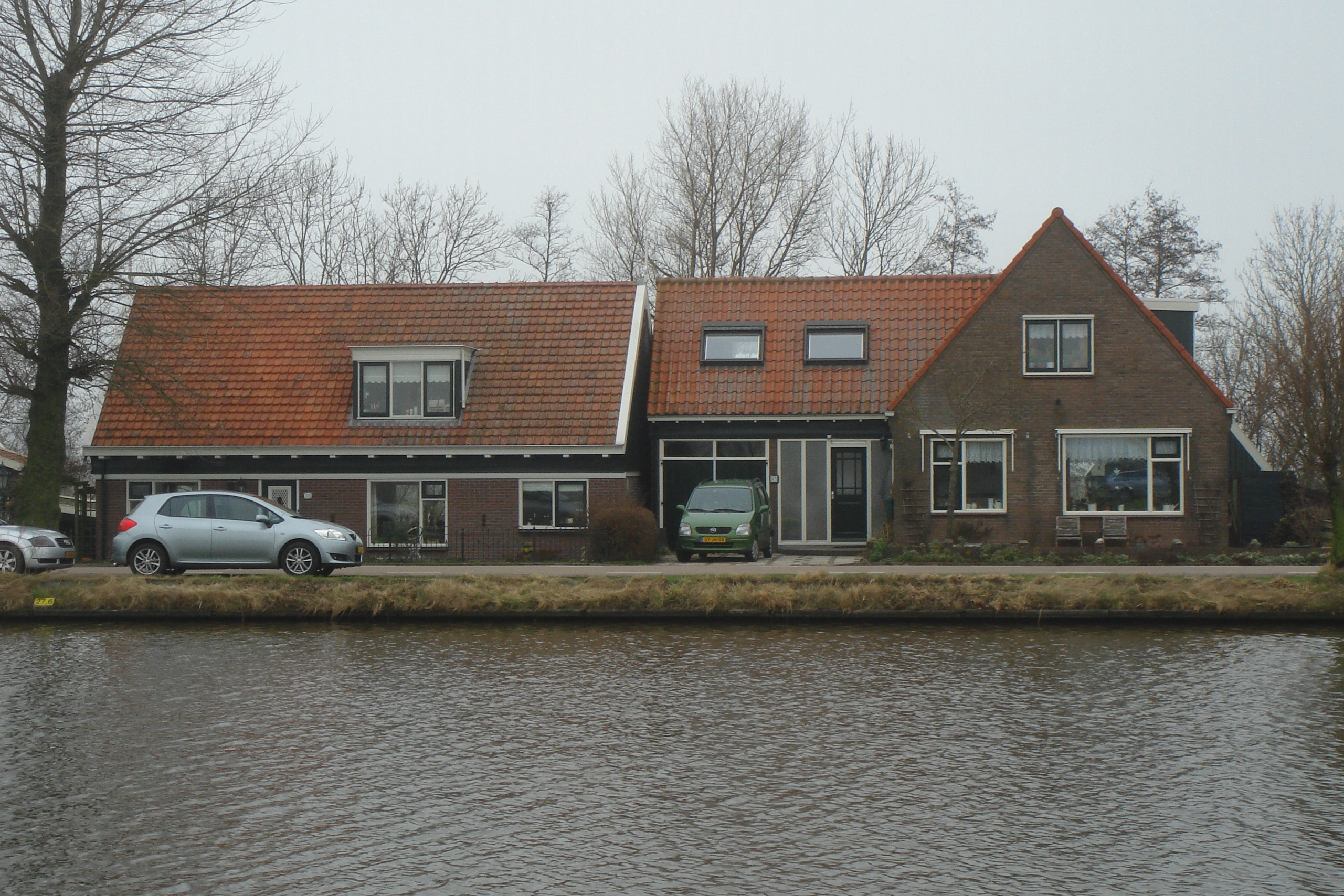
Kanaaldijk 49 en 47 in West-Graftdijk; de twee huizen aan het Noordhollandsch Kanaal die in de film zijn gebruikt, anno 2012. Links het huis van Ria de Jong, rechts dat van Trudy en Valerie Jaspers.

De prooi is een Nederlandse film uit 1985 van Vivian Pieters. Het verhaal is gebaseerd op het boek Henriette who? van de Engelse schrijfster Catherine Aird. De internationale titel is Death in the Shadows.
Voor de film won de debuterende actrice Maayke Bouten een Mystfest Award voor beste nieuwkomer.
De filmmuziek is gecomponeerd door Henny Vrienten inclusief het nummer Alleen van Liesbeth List dat bij de aftiteling te horen is. In de bijbehorende videoclip is hoofdrolspeelster Maayke Bouten te zien.

## Verhaal
Trudy en Valerie, een moeder en dochter, leven een beschermd en rustig leven in Oostdijk vlak bij Amsterdam. Maar als op een avond moeder Trudy terugkeert naar huis, wordt ze doodgereden door een auto bij haar in de straat. Na een paar dagen komt naar voren uit een autopsie dat Trudy's vitale organen laten zien dat ze nog nooit een kind heeft gebaard. Valerie is ten einde raad en gaat koste wat het kost op zoek naar haar echte ouders. Intussen weet inspecteur Mellema de doorgereden bestuurder op te sporen, uiteindelijk leidt het spoor van zowel Valerie als dat van Mellema naar een gruwelijk complot.

## Rolverdeling
| Acteur           | Personage          |
| ---------------- | ------------------ |
| Maayke Bouten    | Valerie Jaspers    |
| Marlous Fluitsma | Ria de Jong        |
| Johan Leysen     | Mellema            |
| Erik de Vries    | Paul               |
| Wim Bary         | Notaris van Maurik |
| Rijk de Gooyer   | Bob Jaspers        |
| Joop Doderer     | Wim Gerritsen      |
| Yoka Berretty    | Trudy Jaspers      |

## Opnamelocaties
- Akersloot, Sint Jacobus Major kerk en begraafplaats
- Alkmaar, algemene begraafplaats
- Alkmaar, openbare scholengemeenschap Willem Blaeu
- Amsterdam, centraal station
- Amsterdam, Damrak (bar waar later Teasers zich gevestigde)
- Amsterdam, Kerkstraat (jeugdhotel Hans Brinker)
- Amsterdam, Lange Niezel (peepshow op de Wallen)
- Amsterdam, Nieuwe Ooster begraafplaats
- Hoorn, busstation
- Hoorn, Jeudje (inmiddels gesloopte buurt; één pand in de film is bewaard gebleven)
- Hoorn, Algemeen Streekziekenhuis West-Friesland
- Hoorn, Politiebureau Blokmergouw
- Hoorn, Grote Oost, notariskantoor
- Obdam, station
- Wognum, Oosteinderweg 7 (woning) en Oosteinderweg 5 (2 panden met garage's) (inmiddels gesloopte garage Kuip)
- Obdam, Sint Victor kerk en begraafplaats
- Oost-Graftdijk, Kamerhop bij de pont naar Spijkerboor (dijk bij aftiteling)
- West-Graftdijk, Kanaaldijk 47 (woning Trudy en Valerie Jaspers)
- West-Graftdijk, Kanaaldijk 49 (woning Ria de Jong)

## Trivia
- Oostdijk is een fictief dorp. De woning van de hoofdpersoon staat aan de Kanaaldijk in West-Graftdijk. De woning is naderhand uitgebouwd maar nog goed herkenbaar.
- Tijdens de begraafplaatsscènes komt het grafmonument van Thérèse Schwartze op de Nieuwe Ooster begraafplaats in Amsterdam in beeld.
- De scènes met het beeld van de knielende engel zijn waarschijnlijk ook opgenomen op de Nieuwe Ooster begraafplaats in Amsterdam. Vroeger stonden er veel beelden van engelen op deze begraafplaats. De meeste daarvan zijn verdwenen door zowel weersinvloeden (vorstschade) als het ruimen van graven.
- In de film heeft hoofdpersoon Valerie Jaspers een plattegrond van Hoorn bij zich waar twee begraafplaatsen op vermeld staan. Op beide locaties is echter nooit een begraafplaats geweest.
- De auto waarmee Trudy Jaspers wordt doodgereden en waarmee een aanslag wordt gepleegd op Valerie Jaspers is een Mazda 929 coupé.